# Bruine grondvink
De bruine grondvink (Asemospiza obscura) is een zangvogel uit de familie Thraupidae (tangaren) en is nauw verwant aan de Darwinvinken.

## Verspreiding en leefgebied
Deze soort telt 4 ondersoorten:
- A. o. haplochroma: van noordelijk Colombia tot noordelijk Venezuela.
- A. o. pauper: van zuidelijk Colombia tot noordelijk Peru.
- A. o. obscura: van centraal Peru tot Bolivia en noordwestelijk Argentinië.
- A. o. pacifica: westelijk Peru.

Over het algemeen leven deze soorten in een bosrijke omgeving.